# Северо Очоа
Северо Очоа (ісп. Severo Ochoa de Albornoz; 24 вересня 1905 — 1 листопада 1993) — іспано-американський біохімік, ушанований 1959 року Нобелівською премєю з фізіології й медицини (спільно з А. Корнбергом) за відкриття механізму біосинтезу нуклеїнових кислот.
Народився 24 вересня 1905 року в Луарці (Іспанія). Закінчив Мадридський університет, отримав ступінь доктора медицини. 1936-го виїхав з Іспанії, працював в Інституті кайзера Вільгельма в Гейдельберзі, потім в Оксфордському університеті. 1941 року переїхав до США. У 1941—1942 викладав біохімію в університеті Дж. Вашингтона у Сент-Луїсі. З 1942 — професор біохімії Нью-Йоркського університету, в 1954—1974 — керівник відділення біохімії університету.
Очоа виявив у бактерій фермент, названий їм полінуклеотидфосфорилазою, відповідальний за синтез рибонуклеїнової кислоти (РНК). 1955-го за допомогою цього ферменту здійснив синтез РНК, аналогічної за своїми властивостями до природної, і використовував її як матрицю для синтезу білка. Вивчав ферментативні реакції метаболізму вуглеводів, роль коферментів в синтезі вуглеводів і ферментів в окисненні жирних кислот. Брав участь в роботах з розшифровки генетичного коду.
Помер Очоа в Мадриді 1 листопада 1993.
У 2001 році вийшов двосерійний фільм іспано-колумбійського режисера Серхіо Кабрера «Северо Очоа. Підкорення Нобелівської премії».